# Georg Saum
Georg Saum (* 22. April 1736 in St. Peter, Schwarzwald; † 29. Juli 1790 in Straßburg) war ein Maler des späten Barock in Südwestdeutschland und dem Elsass.

## Leben
Er war das neunte Kind einer Bauernfamilie. Fünf Jahre nach seiner Geburt erwarben die Eltern, Mathias Saum und Maria geb. Wickin, den Kreuzhof (früher Rothibehof) in St. Peter. Er liegt an der Straße von St. Peter nach St. Märgen und ist noch heute (2010) im Besitz der Familie. Mit 12 Jahren wurde Georg Vollwaise. 1754 vermittelte ihm der Abt Philipp Jakob Steyrer des Klosters St. Peter auf dem Schwarzwald eine Lehrstelle bei dem in Konstanz ansässigen Maler Franz Ludwig Herrmann, der damals im Kloster arbeitete. Hermann verpflichtete sich, den „wayßen, und Hießigen Underthanen georg Saumen … Von dato ahn zu einem Mahler Jung auf- und ahnzunehmmen, und selben jnnert 3 Jahren in der Zeichnungs Kunst sowohl alß Flach und Fresco Mahlen nach seinem Besten wißen, und gewißen Zu Under richten“. Nach dreijähriger Lehrzeit in Konstanz wanderte Saum durch Bayern und Österreich nach Mähren, von wo ihn Steyrer 1762 nach St. Peter rief, um die neu erbaute Wallfahrtskapelle Maria Lindenberg mit Deckengemälden zu schmücken. Gleich anschließend malte er fünf Deckengemälde im neu erbauten Konventstreppenhaus im Ostflügel des Klosters.
1764 verließ er St. Peter und zog nach Straßburg. Dort wurde er 1767 von der Zunft zur Steltz als Meister anerkannt. Im selben Jahr wurde er Straßburger Bürger und heiratete die Straßburgerin Maria Caecilia Waggin. Von Straßburg aus war er gemeinsam mit Simon Göser in Schloss Munzingen und der Kirche St. Stephan in Munzingen tätig. Er genoss in Straßburg hohes Ansehen, hatte immer wieder Lehrlinge und Gesellen. 1769 wurde er in das Zunftgericht der Steltz gewählt. 1775 schenkte er seinem Bruder Michael auf dem Kreuzhof ein Bild Christus am Kreuz, das zumindest bis ins Jahr 2000 dort als „Familienstück“ aufbewahrt wurde. Bis in seine letzten Tage hatte er Verbindung zu seinen Geschwistern im Schwarzwald. Sein Tod wurde in den Totenbüchern von Stegen-Eschbach und St. Peter vermerkt.

## Werk
Saums Gemälde in der Lindenberg-Kapelle wurden zerstört, als die Kapelle 1787 abgerissen werden musste. Im Munzinger Schloss haben sich die Wandmalereien des Gelben Salons nicht erhalten, von Saums Hand, jedoch stark restauriert, sind möglicherweise vier noch erhaltene Supraporten. Für die Munzinger Pfarrkirche malte er die Steinigung des heiligen Stephanus des linken Seitenaltars. Ein Kreuzigungsgemälde aus dem Jahr 1764 befindet sich im Pfarrhaus Wettelbrunn, Stadt Staufen im Breisgau.
Sein Hauptwerk befindet sich im Konventstreppenhaus des Klosters St. Peter. „Die dreiarmige, gegenläufige Treppe ist in ein geräumiges Treppenhaus eingebaut, das durch Gigls Stuck und die Malereien Saums feinsinnig interpretiert und gestaltet wird.“ „Eingebunden in ein Geflecht von verkräuselten Rocaille-Motiven, leuchten die 1763 gemalten Bilder von Georg Saum auf den Betrachter herab.“ Im Hauptfeld ist Jakobs Traum von der Himmelsleiter dargestellt. „Geheimnisvolles Licht bricht aus dem nachtdunklen Gewölk hervor und überglänzt den Schlafenden.“ Darum gruppieren sich in blau-grauen Grisailletönen vier kleinere Bilder zum Tod des Menschen: Der Knochenmann sticht dem Sterbenden einen Pfeil in die Brust; der Erzengel Michael mit den Seligen zu seiner Rechten und den Verdammten zu seiner Linken; die Hölle, wo aus einem Kessel Feuerzungen in die Höhe schießen; der Himmel mit dem heiligen Petrus mit zwei gekreuzten Schlüsseln und der heiligen Ursula mit zwei gekreuzten Pfeilen.

Altarbilder in Sölden
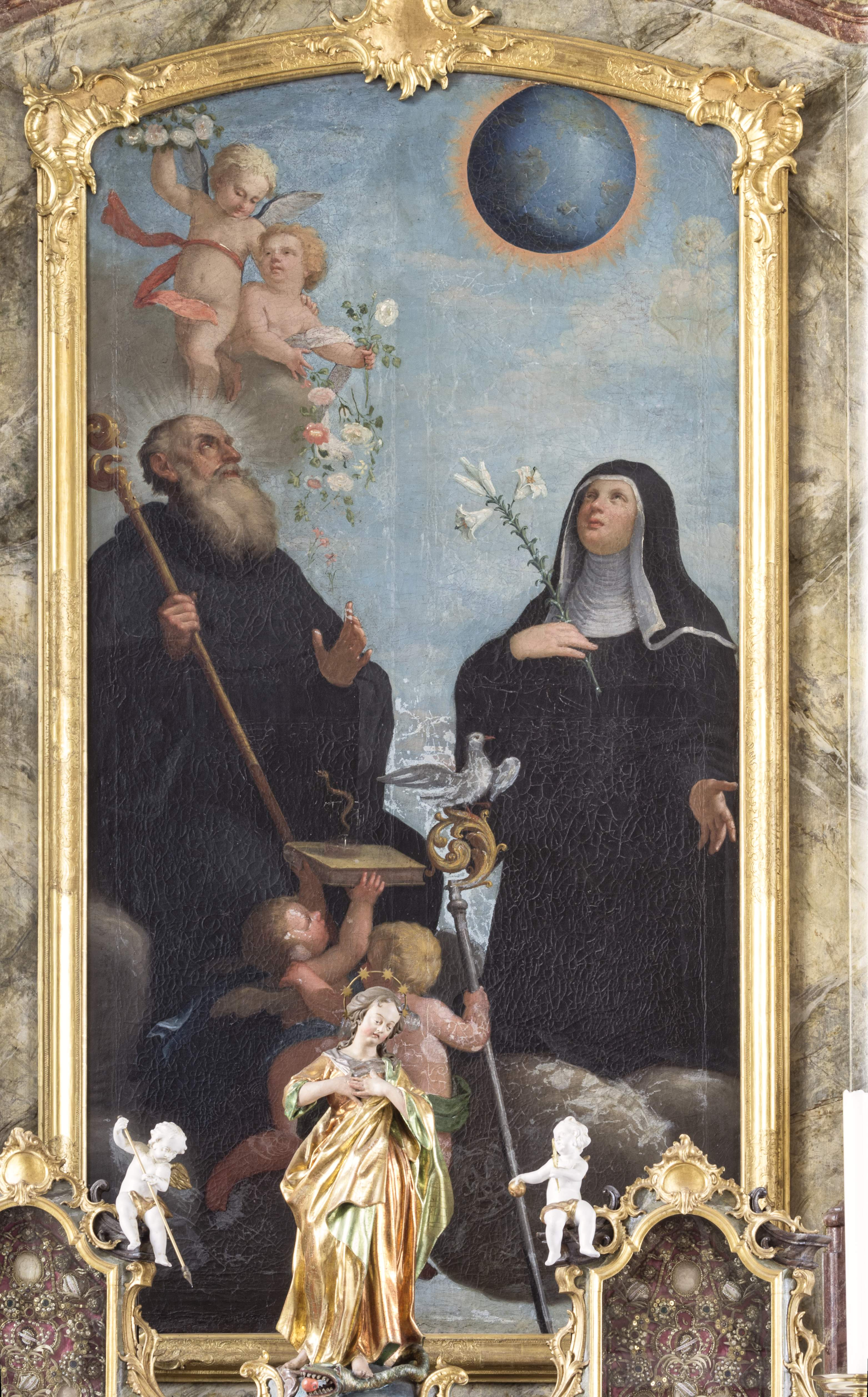
Benedikt und Scholastika
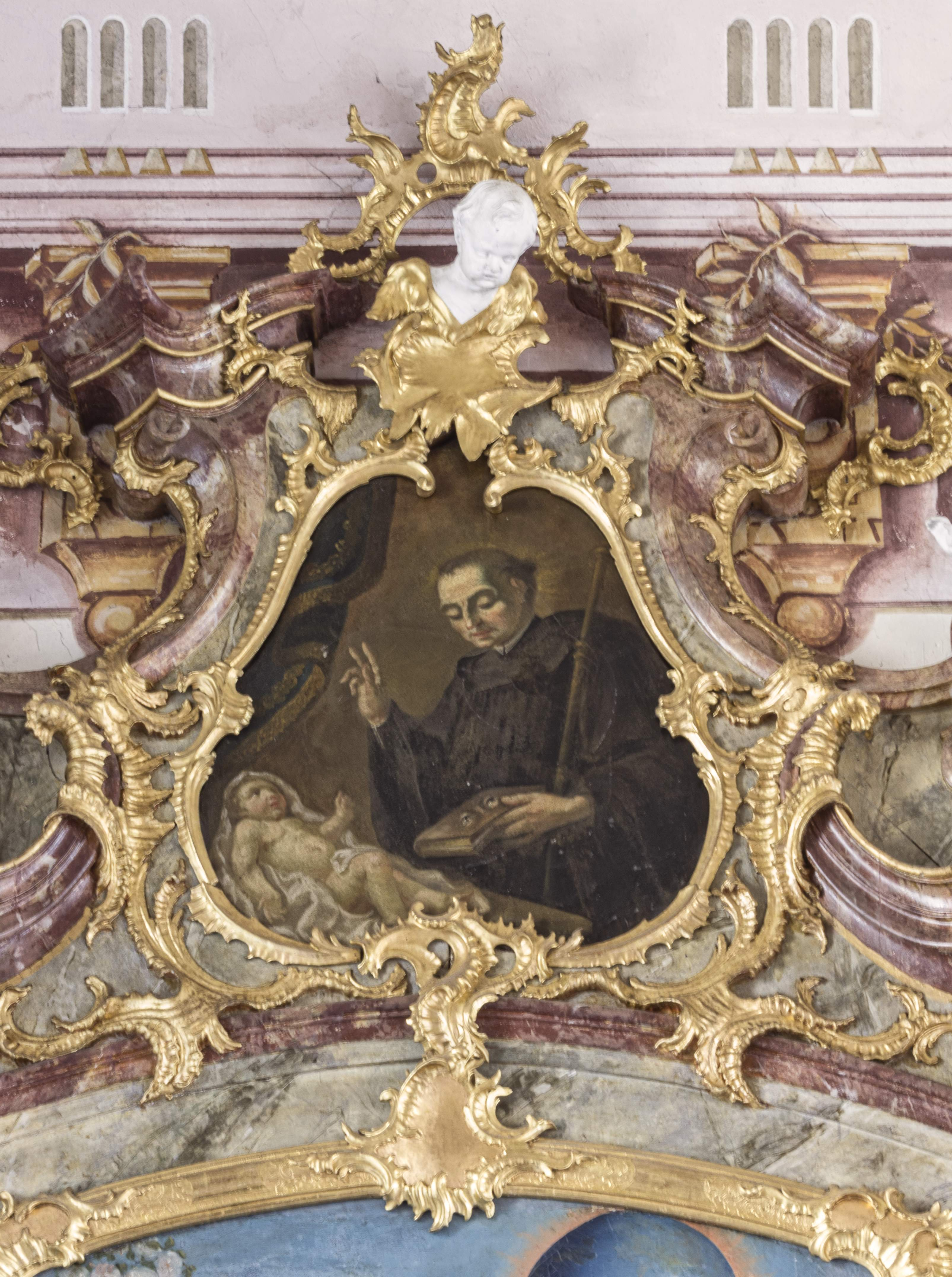
Ulrich
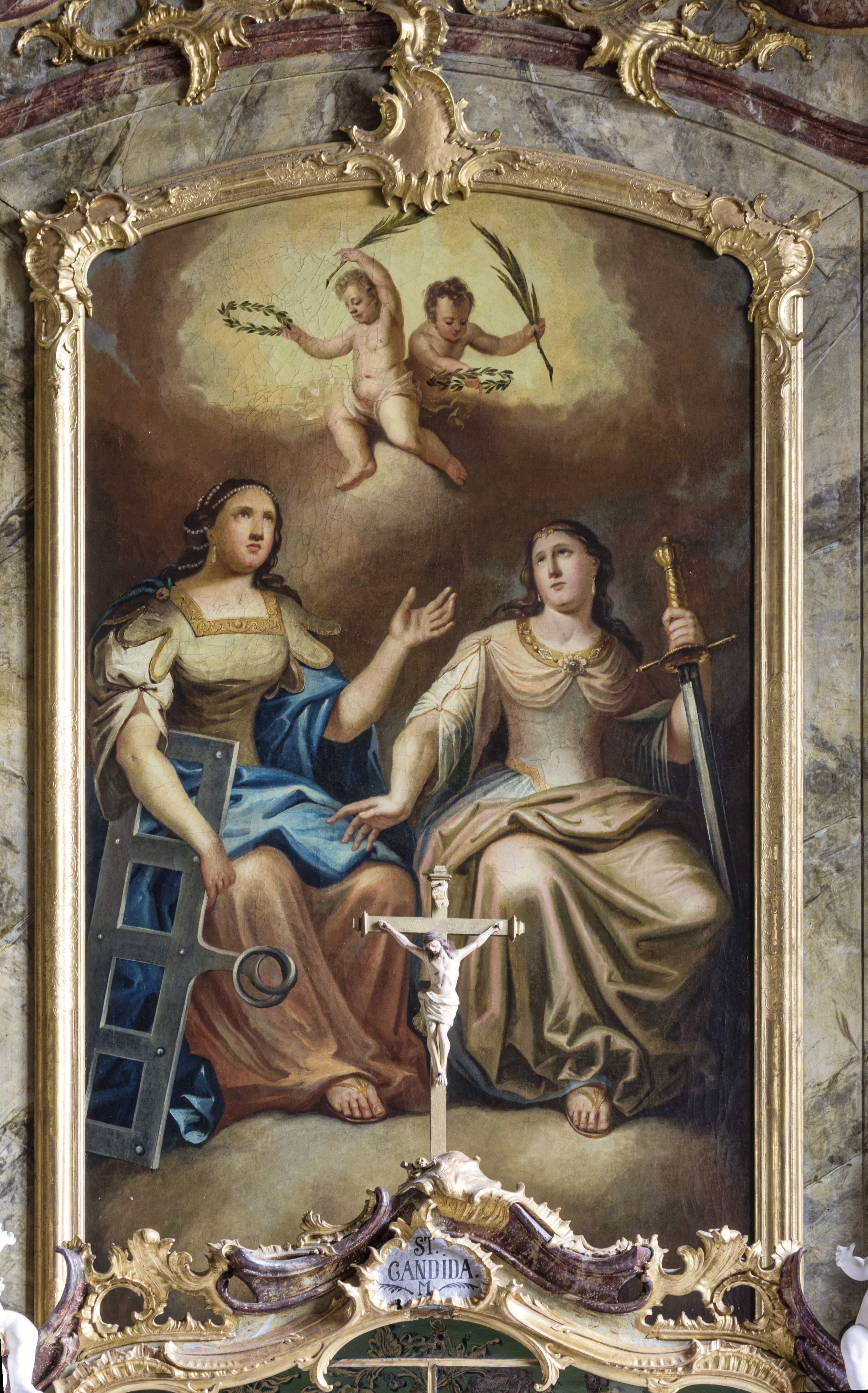
Fides und Candida
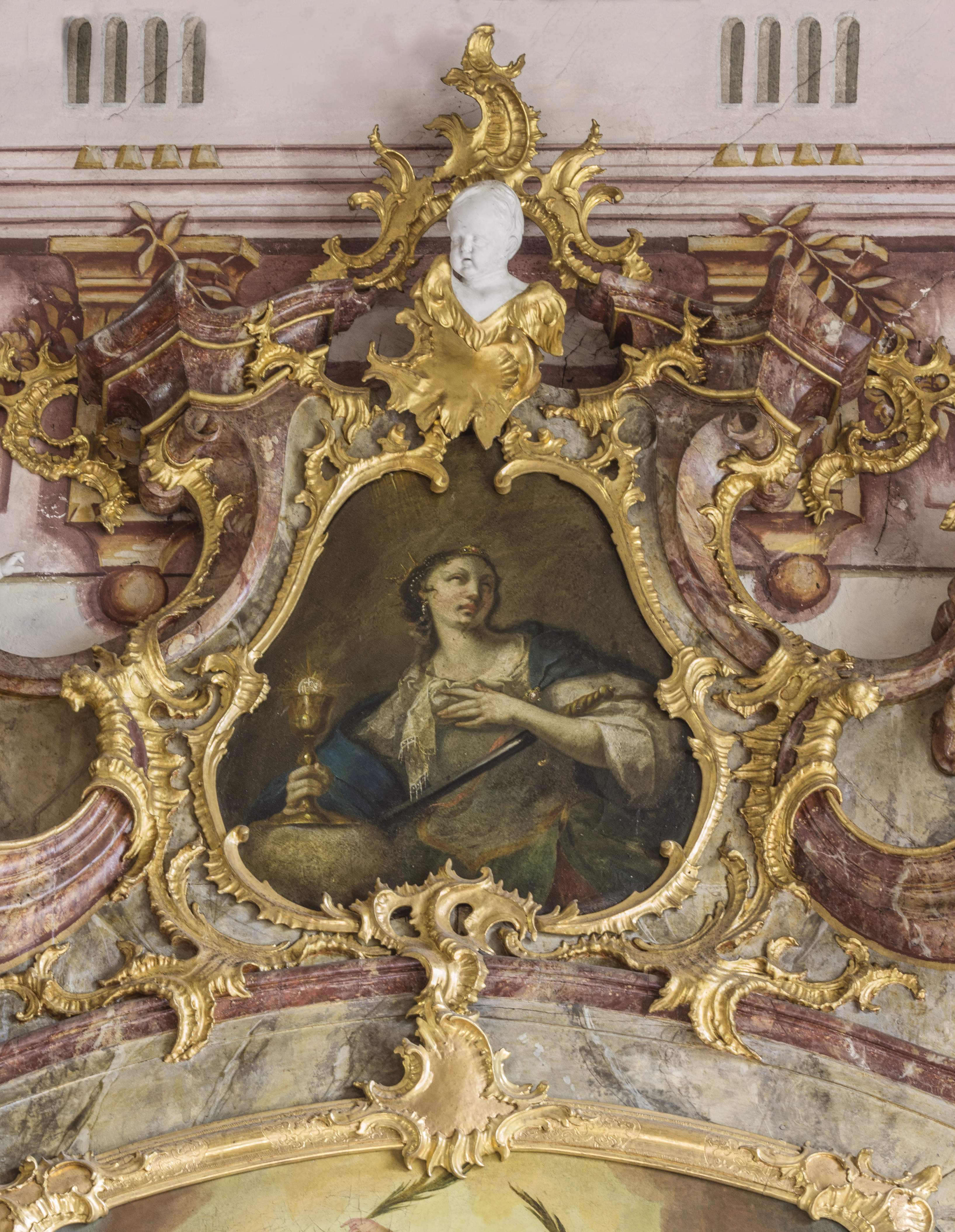
Barbara

In der ehemals zum Kloster St. Peter gehörenden Kirche St. Fides und Markus in Sölden bei Freiburg im Breisgau ließ Steyrer 1763 die Blätter der beiden Seitenaltäre von Saum malen. Sie zeigen links Benedikt von Nursia und seine Schwester Scholastika, darüber den heiligen Ulrich von Zell, rechts die heilige Fides mit einem Feuerrost und die Katakombenheilige Candida mit einem Schwert, darüber die heilige Barbara. Die Schnitzereien der Altäre stammen von Matthias Faller. Die Deckengemälde der Kirche schuf Saums Lehrer Franz Ludwig Hermann.
Über Saums Werke für das Elsass ist nichts bekannt.